# 남승우
남승우(南昇佑, 1992년 2월 18일~)는 대한민국의 축구 선수로, 포지션은 미드필더이다.